# Adriaan Vlacq

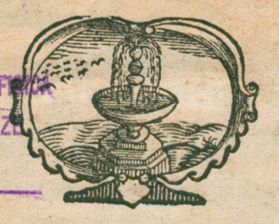
Marque tipographique de Vlacq

Adriaan Vlacq (né à Gouda en 1600, mort à La Haye le 8 avril 1667) était un éditeur hollandais, notamment connu pour sa publication de tables mathématiques.
Vlacq publia en 1628 une table de logarithmes décimaux à dix décimales pour les nombres compris entre 1 et 100 000 dans son ouvrage appelé Arithmetica logarithmica. Les tables originales de Henry Briggs couvraient seulement les nombres de 1 à 20 000 et de 90 001 à 100 000. Vlacq calcula donc 70 000 nouvelles valeurs qu'il ajouta à la table de Briggs afin de la compléter. Ces calculs ont été faits par Ezechiel de Decker et Vlacq. Une première version de la table était parue en 1627 sous le nom seul de De Decker, mais semble avoir été retirée aussitôt.
En 1632, Vlacq s'établissait à Londres mais dix années plus tard, au commencement de la guerre civile en Angleterre, il déménageait à Paris. Plus tard, il s'installait définitivement dans sa patrie hollandaise à La Haye, où il mourut en 1667.
Un cratère lunaire porte le nom de Vlacq.